# NGC 7637
NGC 7637 ist eine Spiralgalaxie vom Hubble-Typ Sc im Sternbild Oktant am Südsternhimmel. Sie ist schätzungsweise 159 Millionen Lichtjahre von der Milchstraße entfernt.
Das Objekt wurde am 17. Oktober 1835 von John Herschel entdeckt.